# Хабарська сільська рада
Хаба́рська сільська рада (рос. Хабарский сельский совет) — сільське поселення у складі Хабарського району Алтайського краю Росії.
Адміністративний центр та єдиний населений пункт — село Хабари.

## Населення
Населення — 5028 осіб (2019; 5552 в 2010, 5942 у 2002).